# Дзвиняцька сільська рада (Борщівський район)
Дзвиня́цька сільська́ ра́да — адміністративно-територіальна одиниця та орган місцевого самоврядування в Борщівському районі Тернопільської області. Адміністративний центр — село Дзвинячка.

## Загальні відомості
- Територія ради: 3,484 км²
- Населення ради: 1 059 осіб (станом на 2001 рік)

## Населені пункти
Сільській раді були підпорядковані населені пункти:
- с. Дзвинячка

## Населення
За переписом населення України 2001 року в селі мешкало 1059 осіб.

### Мова
Розподіл населення за рідною мовою за даними перепису 2001 року:
| Мова       | Відсоток |
| ---------- | -------- |
| українська | 99,34 %  |
| російська  | 0,47 %   |
| білоруська | 0,19 %   |

## Склад ради
Рада складалася з 16 депутатів та голови.
- Голова ради:
- Секретар ради: Білоус Ольга Дмитрівна

### Керівний склад попередніх скликань
| Прізвище, ім'я, по батькові | Основні відомості                                                          | Дата обрання | Дата звільнення |
| --------------------------- | -------------------------------------------------------------------------- | ------------ | --------------- |
| Гудима Степан Федорович     | Сільський голова, 1953 року народження, безпартійний                       | 26.03.2006   | 22.01.2007      |
| Семенюк Марія Василівна     | Сільський голова, 1959 року народження, член Соціалістичної партії України | 17.06.2007   | 31.10.2010      |

Примітка: таблиця складена за даними сайту Верховної Ради України

### Депутати
За результатами місцевих виборів 2010 року депутатами ради стали:

#### За суб'єктами висування
| Суб'єкт висування | Кількість обраних депутатів | %   |
| ----------------- | --------------------------- | --- |
| Самовисування     | 16                          | 100 |

#### За округами
| № округу | Прізвище, ім'я, по батькові     | Дата визнання обраним | Освіта             | Партійна приналежність      | Відомості про обраного депутата                     |
| -------- | ------------------------------- | --------------------- | ------------------ | --------------------------- | --------------------------------------------------- |
| 1        | Волоцька Валентина Іванівна     | 03.11.2010            | середня спеціальна | позапартійна                | ПП Боднар, менеджер                                 |
| 2        | Гладій Дмитро Степанович        | 03.11.2010            | середня спеціальна | позапартійний               | приватний підприємець                               |
| 3        | Коновальчук Галина Григорівна   | 03.11.2010            | вища               | позапартійна                | Дзвиняцька загальноосвітня школа І-ІІІ ст., вчитель |
| 4        | Капітанчук Світлана Михайлівна  | 03.11.2010            | вища               | член Народного Руху України | ПП Бевз, бухгалтер                                  |
| 5        | Жабогруцький Василь Степанович  | 03.11.2010            | середня            | позапартійний               | тимчасово не працює                                 |
| 6        | Терлецький Петро Михайлович     | 03.11.2010            | середня            | позапартійний               | приватний підприємець                               |
| 7        | Головачук Ганна Михайлівна      | 03.11.2010            | середня спеціальна | позапартійна                | тимчасово не працює                                 |
| 8        | Гриник Світлана Чеславівна      | 03.11.2010            | середня            | позапартійна                | Дзвиняцький дитячий садок «Сонечко», вихователь     |
| 9        | Колесницький Михайло Омелянович | 03.11.2010            | вища               | позапартійний               | Дзвиняцька загальноосвітня школа І-ІІІ ст., вчитель |
| 10       | Крижевський Анатолій Чеславович | 03.11.2010            | середня            | позапартійний               | приватний підприємець                               |
| 11       | Білоус Ольга Дмитрівна          | 03.11.2010            | вища               | позапартійна                | Дзвиняцька сільська рада, секретар                  |
| 12       | Сус Микола Ілярович             | 03.11.2010            | середня            | позапартійний               | Церква Святої Трійці, священик                      |
| 13       | Лисий Михайло Степанович        | 03.11.2010            | середня            | позапартійний               | тимчасово не працює                                 |
| 14       | Репетовський Степан Петрович    | 03.11.2010            | середня            | позапартійний               | тимчасово не працює                                 |
| 15       | Шмигельська Галина Михайлівна   | 03.11.2010            | середня спеціальна | позапартійна                | Кудринці лікарська амбулаторія, акушерка            |
| 16       | Маціюк Віталій Володимирович    | 03.11.2010            | вища               | позапартійний               | Дзвиняцька загальноосвітня школа І-ІІІ ст., вчитель |